# Wiki pessoal
Uma wiki pessoal é uma wiki mantida essencialmente para uso pessoal. Permite aos seus usuários organizar as suas informações da mesma forma que uma wiki "comunitária", podendo ser mantida tanto localmente quanto em um servidor.